# أرتور شنتسلر
أرتور شنتسلر (بالألمانية: Arthur Schnitzler). هو روائي وكاتب قصة قصيرة وكاتب مسرحي نمساوي، ولد عام 1862 في فيينا، ومات 1931 في المدينة نفسها. كتب شنتسلر أعماله باللغة الألمانية. تعرف على أهمية سيجموند فرويد في وقت مبكر، واستفاد من معلوماته في مجال التحليل النفسي في الأدب الذي كتبه. وكان شنتسلر ممثلاً للأدباء التأثيريين في فيينا، وانتقد المجتمع البورجوازي الفاسد في نهاية القرن التاسع عشر، كما انتقد مفهوم هذا المجتمع عن الشرف وأخلاقيات الجنس. وكان شنتسلر من أهم المسرحيين قبل الحرب العالمية الأولى.

## أعماله
- أناتول «Anatol» (مسرحية 1893).
- نزوات «Liebelei» (مسرحية 1896).
- رقصة «Reigen»
- الملازم جوستل «Leutenant» (أقصوصة 1900).
- أقصوصة الحلم «Traum novelle» (أقصوصة 1926) - ترجمها إلى العربية سامح سمير، دار المحروسة، القاهرة، 2018.[3]

## روابط خارجية
- أرتور شنتسلر على موقع IMDb (الإنجليزية)
- أرتور شنتسلر على موقع الموسوعة البريطانية (الإنجليزية)
- أرتور شنتسلر على موقع ألو سيني (الفرنسية)
- أرتور شنتسلر على موقع ميوزك برينز (الإنجليزية)
- أرتور شنتسلر على موقع أول موفي (الإنجليزية)
- أرتور شنتسلر على موقع قاعدة بيانات برودواي على الإنترنت (الإنجليزية)
- أرتور شنتسلر على موقع قاعدة بيانات الأفلام السويدية (السويدية)
- أرتور شنتسلر على موقع إن إن دي بي (الإنجليزية)
- أرتور شنتسلر على موقع ديسكوغز (الإنجليزية)
- أرتور شنتسلر على موقع قاعدة بيانات الفيلم (الإنجليزية)